# Survivor Series (2006)
Survivor Series 2006 fue la vigésima edición de Survivor Series, un evento pago por visión de lucha libre profesional, producido por la World Wrestling Entertainment. Tuvo lugar el 26 de noviembre de 2006, desde el Wachovia Center en Filadelfia, Pensilvania. El tema oficial del evento fue "Are You Ready?" de Hazen Street. Es el primer Survivor Series en incluir la marca ECW.

## Resultados
- Dark match: Carlito derrotó a Charlie Haas (5:00)
  - Carlito cubrió a Haas después de un "Back Cracker".
- Team WWE Legends (Ric Flair, Sgt. Slaughter, Dusty Rhodes & Ron Simmons) (con Arn Anderson) derrotó al Team Spirit Squad (Kenny, Johnny, Nicky & Mikey) (con Mitch) (10:32)
  - Roddy Piper fue originalmente del Team WWE Legends, pero fue reemplazado por Ron Simmons por problemas de salud.
  - Después de la lucha, el Spirit Squad atacó a Ric Flair.

| N.º de eliminación | Luchador                     | Equipo                       | Eliminado por                | Técnica de eliminación                | Tiempo                       |
| ------------------ | ---------------------------- | ---------------------------- | ---------------------------- | ------------------------------------- | ---------------------------- |
| 1                  | Ron Simmons                  | Team WWE Legends             | N/A                          | Cuenta fuera                          | 1:43                         |
| 2                  | Sgt. Slaughter               | Team WWE Legends             | Nicky                        | "Heel Kick" de Johnny                 | 6:28                         |
| 3                  | Nicky                        | Team Spirit Squad            | Rhodes                       | "Bionic Elbow"                        | 6:55                         |
| 4                  | Dusty Rhodes                 | Team WWE Legends             | Kenny                        | "Schoolboy", afirmándose del pantalón | 8:24                         |
| 5                  | Mikey                        | Team Spirit Squad            | Flair                        | "Roll-Up", usando las cuerdas         | 9:15                         |
| 6                  | Kenny                        | Team Spirit Squad            | Flair                        | "Inside Cradle"                       | 9:48                         |
| 7                  | Johnny                       | Team Spirit Squad            | Flair                        | "Figure-Four Leglock"                 | 10:32                        |
| Sobrevivientes:    | Ric Flair (Team WWE Legends) | Ric Flair (Team WWE Legends) | Ric Flair (Team WWE Legends) | Ric Flair (Team WWE Legends)          | Ric Flair (Team WWE Legends) |
- Chris Benoit derrotó a Chavo Guerrero (con Vickie Guerrero) reteniendo el Campeonato de los Estados Unidos (8:19)
  - Benoit forzó a Chavo a rendirse con la "Crippler Crossface".
  - Durante la lucha, Vickie intervino a favor de Chavo.
- Mickie James derrotó a Lita ganando el Campeonato Femenino de la WWE (8:18)
  - Mickie cubrió a Lita después de un "Tornado DDT".
  - Después del combate Cryme Tyme (JTG & Shad) humillaron a Lita vendiendo sus objetos personales a los fanáticos y de paso estafaron al comentarista John Bradshaw Layfield.
- Team DX (Triple H, Shawn Michaels, CM Punk y The Hardy Boyz (Jeff Hardy & Matt Hardy) derrotó al Team Rated-RKO (Edge, Randy Orton, Johnny Nitro, Mike Knox & Gregory Helms) (con Lita, Melina y Kelly Kelly) (11:34)

| N.º de eliminación | Luchador                                                             | Equipo                                                               | Eliminado por                                                        | Técnica de eliminación                                                                  | Tiempo                                                               |
| ------------------ | -------------------------------------------------------------------- | -------------------------------------------------------------------- | -------------------------------------------------------------------- | --------------------------------------------------------------------------------------- | -------------------------------------------------------------------- |
| 1                  | Mike Knox                                                            | Team Rated-RKO                                                       | Michaels                                                             | "Sweet Chin Music"                                                                      | 0:40                                                                 |
| 2                  | Johnny Nitro                                                         | Team Rated-RKO                                                       | Punk                                                                 | "Anaconda Vise"                                                                         | 4:58                                                                 |
| 3                  | Gregory Helms                                                        | Team Rated-RKO                                                       | Matt Hardy                                                           | "Spinebuster" de Triple H, "Twist of Fate" de Matt" y "Swanton Bomb" de Jeff            | 9:25                                                                 |
| 4                  | Edge                                                                 | Team Rated-RKO                                                       | Michaels                                                             | "High Knee Strike" de Punk, "Poetry in Motion" de Jeff y "Sweet Chin Music" de Michaels | 10:37                                                                |
| 5                  | Randy Orton                                                          | Team Rated-RKO                                                       | Triple H                                                             | "Sweet Chin Music" de Michaels y "Pedigree"                                             | 11:34                                                                |
| Sobrevivientes:    | Matt Hardy, Jeff Hardy, CM Punk, Triple H & Shawn Michaels (Team DX) | Matt Hardy, Jeff Hardy, CM Punk, Triple H & Shawn Michaels (Team DX) | Matt Hardy, Jeff Hardy, CM Punk, Triple H & Shawn Michaels (Team DX) | Matt Hardy, Jeff Hardy, CM Punk, Triple H & Shawn Michaels (Team DX)                    | Matt Hardy, Jeff Hardy, CM Punk, Triple H & Shawn Michaels (Team DX) |
- Mr. Kennedy derrotó a The Undertaker en un First Blood Match (9:15)
  - Undertaker sangró después de que Montel Vontavious Porter golpeó accidentalmente a Undertaker con una silla.
  - Durante la lucha, MVP intervino en contra de Kennedy.
  - Después de la lucha, Undertaker hizo sangrar a Kennedy con una silla.
- Team Cena (John Cena, Kane, Bobby Lashley, Sabu & Rob Van Dam) derrotó al Team Big Show (The Big Show, Test, Montel Vontavious Porter, Finlay & Umaga) (12:37)
  - Los oficiales le quitaron el Shillelagh a Finlay mientras esté hacia su entrada.
  - Tras ser eliminado Umaga atacó a Sabu y a Cena con el monitor

| N.º de eliminación | Luchador                              | Equipo                                | Eliminado por                         | Técnica de eliminación                                                                 | Tiempo                                |
| ------------------ | ------------------------------------- | ------------------------------------- | ------------------------------------- | -------------------------------------------------------------------------------------- | ------------------------------------- |
| 1                  | Umaga                                 | Team Big Show                         | N/A                                   | Descalificado tras golpear a RVD con un monitor de la mesa de los comentaristas        | 0:56                                  |
| 2                  | MVP                                   | Team Big Show                         | RVD                                   | "Chokeslam" de Kane y "Five-Star Frog Splash"                                          | 5:32                                  |
| 3                  | RVD                                   | Team Cena                             | Test                                  | "Running Big Boot"                                                                     | 5:41                                  |
| 4                  | Test                                  | Team Big Show                         | Sabu                                  | "Tornado DDT"                                                                          | 6:20                                  |
| 5                  | Sabu                                  | Team Cena                             | Big Show                              | "Chokeslam"                                                                            | 6:37                                  |
| 6                  | Kane                                  | Team Cena                             | Big Show                              | Golpe con el Shillelagh de Finlay y "Chokeslam" tras una distracción de Little Bastard | 7:27                                  |
| 7                  | Finlay                                | Team Big Show                         | Lashley                               | "Spear"                                                                                | 10:30                                 |
| 8                  | Big Show                              | Team Big Show                         | Cena                                  | "Spear" de Lashley y "FU" de Cena                                                      | 12:37                                 |
| Sobrevivientes:    | John Cena & Bobby Lashley (Team Cena) | John Cena & Bobby Lashley (Team Cena) | John Cena & Bobby Lashley (Team Cena) | John Cena & Bobby Lashley (Team Cena)                                                  | John Cena & Bobby Lashley (Team Cena) |
- Batista derrotó a King Booker (con Queen Sharmell) ganando el Campeonato Mundial Peso Pesado (13:58)
  - Batista cubrió a Booker después de golpearlo con el campeonato.
  - Si Batista perdía, no podría optar más al campeonato de Booker, mientras Booker sea el campeón.
  - Antes de la lucha, Batista atacó a Booker mientras esté último hacía su entrada.
  - Antes de la lucha, Theodore Long anunció que si Booker era descalificado o perdía por cuenta fuera, perdería el campeonato.
  - Durante la lucha, Sharmell intervino a favor de Booker.

## Otros roles
| Comentaristas de RAW - Jim Ross - Jerry "The King" Lawler Comentaristas de SmackDown - Michael Cole - John "Bradshaw" Layfield Comentaristas en Español - Carlos Cabrera - Hugo Savinovich Anunciadora de RAW - Lillian Garcia | Anunciador de SmackDown! - Tony Chimel Árbitros de RAW - Mike Chioda - Jack Doan - Chad Patton Árbitros de SmackDown - Nick Patrick - Jim Korderas - Charles Robinson Árbitro de ECW - Mickie Henson |